# Vásárosnamény
Vásárosnamény  este un oraș în districtul Vásárosnamény, județul Szabolcs-Szatmár-Bereg, Ungaria, având o populație de 8.652 de locuitori (2011). 

## Demografie
Componența etnică a orașului Vásárosnamény
     Maghiari (93,06%)
     Romi (5,38%)
     Necunoscut (0,49%)
     Alții (1,07%)
Componența confesională a orașului Vásárosnamény
     Reformați (45,56%)
     Romano-catolici (14,83%)
     Fără religie (6,39%)
     Greco-catolici (3,83%)
     Necunoscută (28,92%)
     Alte religii (2,88%)
Conform recensământului din 2011, orașul Vásárosnamény avea 8.652 de locuitori. Din punct de vedere etnic, majoritatea locuitorilor (93,06%) erau maghiari, cu o minoritate de romi (5,38%). Apartenența etnică nu este cunoscută în cazul a 0,49% din locuitori. Nu există o religie majoritară, locuitorii fiind reformați (45,56%), romano-catolici (14,83%), persoane fără religie (6,39%) și greco-catolici (3,83%). Pentru 28,92% din locuitori nu este cunoscută apartenența confesională.